# 神社横丁
神社横丁（じんじゃよこちょう）は、青森県むつ市田名部町にある飲食店街。

## 概要
田名部には南部藩時代に代官所が置かれ、下北半島の中心地として栄えた歴史があり、田名部神社が鎮守として存在する。神社横丁は田名部神社の西側に位置し、第二次世界大戦後には闇市があった。むつ市には、街の規模や人口に比べて夜の飲食店が多いが、特に神社横丁付近に集中しており、下北半島随一の歓楽街と称され、現在でも飲食店を中心に200軒以上の店舗が存在する。昭和時代は、数軒の魚屋を中心に、食堂、駄菓子屋、餅屋、古本屋などが軒を連ねていた。
2020年1月17日には、NHKのドキュメント72時間　「青森・下北半島"ワケあり"横丁」として取り上げられ、個性的な居酒屋やバーなどの歓楽街の様子が紹介された。